# Sequestro-relâmpago
Sequestro-relâmpago é um crime no qual uma vítima, geralmente sequestrada em seu próprio veículo, é mantida por um curto espaço de tempo — frequentemente por poucas horas — sob controle de criminosos.
O tempo que a vítima permanecerá com os sequestradores será apenas o necessário para que os criminosos façam compras e saques em dinheiro com seus cartões de crédito e saques bancários com cheques assinados pela vítima. É famoso no Brasil, recorrente em grandes cidades brasileiras (principalmente São Paulo e Rio de Janeiro).
Alteração legislativa a Lei 11.923, de 17.04.2009 acrescentou essa figura delitiva expressamente no artigo 158 do Código Penal (Extorsão), inclusive, o enunciado desta lei trouxe este exato 'nomem juris' (sequestro-relâmpago). Trouxe essa norma o seguinte texto legal: Art. 158 (...) "§ 3º  Se o crime é cometido mediante a restrição da liberdade da vítima, e essa condição é necessária para obtenção da vantagem econômica, a pena é de reclusão, de 6 (seis) a 12 (doze) anos, além da multa; se resulta lesão corporal grave ou morte, aplicam-se as penas previstas no Art. 159, §§ 2º e 3º, respetivamente. "Antes o assunto era tratado como crime de roubo qualificado pela restrição da liberdade da vítima (art, 157, § 2º, inciso V, CP).

## Dicas de segurança
- Evite atrair a atenção usando joias, cartões de crédito, talões de cheques, relógios, etc;
- Utilize só locais de estacionamento permitido e de grande movimento de pessoas, variando dia a dia o local;
- Varie rotas e horários regulares, e quebre rotinas;
- Nos semáforos, reforce sua atenção, observando o movimento nas proximidades, através de retrovisores;
- Evite aproximar-se ao veículo a frente, e quando parado em semáforos, procure não permitir que o lado esquerdo do veículo fique vulnerável a abordagens;
- Na falta de passageiro, a porta do lado direito e traseiras (quando existirem) devem permanecer trancadas e com vidros fechados;
- Ao chegar em casa (a pé ou motorizado) procure observar a presença de suspeitos nas proximidades. Se houver, não se aproxime, procure o telefone mais próximo e acione a Polícia Militar;
- Evite andar por ruas ou praças mal iluminadas;
- Procure estar sempre acompanhado;
- Evite expor em público cartões bancários e ou de crédito;
- Fique atento a tudo que acontece a seu redor;
- Quando sair do banco ou do caixa eletrônico, verifique sempre se não está sendo seguido;
- Evite sair com todos cartões bancários e de créditos;
- Não exponha grande quantidade de dinheiro em público. Ao sair, prepare previamente o dinheiro para pequenas despesas;
- Procure utilizar caixas eletrônicos em locais movimentados, tais como postos de gasolina, shopping centers, farmácias, mercados;
- Em caso de abordagens por meliantes, não reaja nunca, mesmo que você ache que tem chance de sair-se bem. Sua vida vale mais que qualquer material;
- Procure órgãos competentes de seu município, a fim de providenciarem iluminação e poda de árvores de suas ruas;
- Em caso de suspeitas, procure guardar características físicas do(s) suspeito(s) e ligue para a Polícia Militar, através do 190;
- Diminua o limite da conta corrente, pois devido ao limite de saque diário, os criminosos podem manter a vítima sob vigilâcia por vários dias, até que o limite todo seja sacado;
- Mantenha investimentos noutra conta, de preferência noutro banco. Guarde o novo cartão em casa.